# محوطه کلک لی
محوطه کلک لی مربوط به عصر آهن است و در شهرستان ماهنشان، بخش مرکزی، دهستان ماهنشان، ۲ کیلومتری روستای وایخر واقع شده و این اثر در تاریخ ۱۸ اسفند ۱۳۸۷ با شمارهٔ ثبت ۲۵۳۴۰ به‌عنوان یکی از آثار ملی ایران به ثبت رسیده است.